# الأسلحة (في الكائنات الحية)
في علم الأحياء ، الأسلحة هي سمات يستخدمها الذكور لمحاربة بعضهم البعض للوصول إلى زملائهم للتزاوج. ييربح الشريك في المعركة إما عن طريق الفوز في مبارزة ضد خصمه أو قتله، وعادة ما يترك المنتصر هو الخيار الوحيد للأنثى للتكاثر . ومع ذلك ، نظرًا لأن الكائنات الحية يكون بعضها هيا الأقوى ، سواء عقليًا أو جسديًا ، هيا التي تُفضل عادة في القتال ، فإن هذا يؤدي أيضًا إلى تطور كائنات أقوى في الأنواع التي تستخدم القتال كوسيلة لتأمين رفقاءها ، عن طريق الانتقاء بين الجنسين . تشمل أمثلة الأسلحة: قرون القرون ، والقرون ، والعظام .

## صالة عرض
- أنتليرس of أيل أحمر
- Horns of إمبالة
- Ossicones of زرافة
- Horn-like projections of حربائيات
- كركدنيات horns
- Horns of خنفساء وحيد القرن
- Horns of تريسيراتوبس